# Сексуалне мањине
Сексуалне мањине су особе родног, полног идентитета и изражавања које је различито од, тренутно, друштвено прихватљивих норми.  У свакодневном животу за све ове идентитете користи се термин ЛГБТ, скраћеница која се састоји од следећих речи: (Л)езбијке, (Г)ејеви, (Б)исексуалци, (Т)рансродне особе. Хомосексуалне и бисексуалне особе спадају у сексуалне мањине због своје сексуалне оријентације, а транссексуалне особе спадају у сексуалну мањину због своје жеље да промене  пол у коме  су рођене. Због сексуалне различитости, сексуалне мањине у неким друштвима могу бити у ситуацији да их већинска група дискриминише и стигматизује, што може испољити нагативан утицај на њихова људска права и ментално здравље.

## Историјат појма и супротстављени ставовови
Сексуалне мањине, као трмин настао је касних 1960-их година под утицајем револуционарне књиге шведског аутора Ларса Улерстама Еротске мањине, која је заговарала толеранцију и емпатију према различитим варијететима сексуалности. Како је овај термин настао по аналогији са етничким мањинама, изазвао је бројне контроверзе у јавности. У српскохрватском језику термин почиње да се користи током 2000-их, са јачањем хомосексуалне заједнице и ЛГБТ покрета.
У почетку се овај термин односио се само на лезбијке, гејеве, бисексуалне и трансродне особе, да би се касније проширио и обухватио и друге групе. Друге групе на које се овај термин може односити су разне групе фетишиста, попут оних које практикују садомазохизам (колективни назив је обично БДСМ). Термин, такође, може да обухвата групе асексуалних особа, као и особа које су хетеросексуалне и чији је избор партнера/партнерки неуобичајен, као што су свингери, полиамористи или особе које су у другачијим немоногамним везама, као и особе које преферирају млађе или старије партнере/ке, као и особе које преферирају интеррасне везе.
Део ЛГБТ особа противи се да се термин сексуалне мањине примењује на њих и радије се одлучују за термин ЛГБТ. Постоје различити разлози за овакав став. На пример, неке ЛГБТ особе сматрају да их термин сексуалне мањине неповратно сврстава у категорију дискриминисане "мањине", док они заправо желе да буду интегрални и уважавани део друштва. 
Примедбе се, такође, јављају због велике инклузивности термина који може да укључује различите фетишистичке групе, као што су БДСМ, полиамористи и сл. Неке ЛГБТ особе инсистирају на томе да се поставе јасне границе између сексуалних пракси (нпр. БДСМ) и сексуалне оријентације (хомосексуалност, бисексуалност ...) и родних идентитета (трансродност).
Неке транссексуалне и трансродне особе имају примедбе на овај термин из још једног разлога. Наиме оне сматрају да трансродност и трансексуалност нема никакве везе са сексом, сексуалним праксама и сексуалном оријентацијом, већ са родом, родном дисфорија, родним изражавањем и разним родним варијететима. Према томе, ове особе сматрају да убрајање њих у групу сексуалних мањина не одговара истинитости, јер оне представљају родне мањине.
Неке конзервативне групе противе се овом термину из сасвим другачијих разлога. Они сматрају да реч мањина даје легитимност овим групама, попут националних мањина, и указује на заштиту од дискриминације, што по политичком ставу конзервативаца, сексуалне мањине не заслужују.

## Основни појмови
Сексуални идентитет
У 21. веку, као популарно али и „политички коректно“, прихвата се објашњење да се настанка сексуалног идентитета засниваа на есенцијалистичкој теорији: по којој су људи по рођењу хетеросексуалци или хомосексуалци, односно њихово хомосексуално или хетеросексуално понашање је ствар природе, а не социјализације. Према: Деламатеру и Шибл Хајду и Ешчофиру,каузални ланац, који карактерише овакву интерпретацији сексуалности је овај: 
| „ | Неке урођене особине – створене било генетски, било услед пренаталног деловања хормона – производе хомосексуалну или хетеросексуалну жељу, та жеља води хомосексуалном или хетеросексуалном понашању, а то понашање, на крају, ствара трајни хомосексуални или хетеросексуални идентиет. | ” |

Према овим поставкама друштво је у обавези да тај идентитет поштује и да му омогући да се до краја изрази, укључивши и кроз борбу за заштиту колективних права и интереса групације са јасним идентитетом.
Хомосексуалност
Хомосексуалност је физичка, емоционална и духовна привлачност према особама истог пола.
Бисексуалност
Известан број људи у свом животу има период бисексуалности, посебно за време истраживања властите сексуалне оријентације у адолесценцији. Тако према истраживањима један, мањи део људи, има дужи периода сексуалног контакта са члановима оба пола те су хомосексуална и хетеросексуална привлачност трајни аспекти њихова идентитета.
Транссексуалност
Трајни осећај нелагодности и неприпадања полу у којем је особа рођена, уз тежњу да се живи и буде прихваћен као особа супротног пола, једна је од битних карактеристика транссексуалности. У раном узрасту ове особе себе доживљавају и осећају као припаднике или припаднице супротног пола од оног у којем су рођене. Ако имају ту могућност, велика већина трансексуалних особа у неком ће се тренутку одлучити хируршки  променити свој полни изглед. Без обзира на то хоће ли или не променити пол, транссексуалне особе имају право јавно се идентификовати и живети се сопственим осећајем припадности одређеном полу. Прецизније, транссексуалци могу, након поступка прописаних Правилником о начину прикупљања медицинске документације о промени пола, променити пол и име у личним документима.

## Епидемиологија
Премда је тачан или поуздан број тешко установити, научници који се баве истраживањима сексуалне оријентације сматрају да би сексуалну мањину требало да чини око пет посто опште популације хомосексуалне оријентације.
Епидемиолошки подаци говоре да је трансексуалност присутна код најмање једног од 30.000 мушкараца и код једне од 150.000 жена.

## Стигматизација и дискриминација сексуалних мањина
У данашње време, на глобалном нивоу заштита основних људских права и промовисање равноправности
појединца без обзира на пол, расу и етничку припадност једно је од основних вредности уставног поретка многих земаља. Свако у Свету има права и слободе, независно о његовом полу или другом уверењу, националном или социјалном пореклу, имовини, рођењу, образовању, друштвеном положају или другим особинама, на једнака права пред законом. Према Закону о равноправности полова многих савремених земаља: 
| „ | Дискриминација на основу пола представља свако нормативно или стварно, директно или индиректно разликовање, искључивање или ограничење засновано на полу којим се отежава или негира равноправно признање, уживање или остваривање људских права мушкараца и жена у политичком, образовном, економском, социјалном, културном, грађанском и сваком другом подручју живота. | ” |

И поред добрих законских решења, и даље остаје проблем њихове примене у пракси. Хомофобија и предрасуде према ЛГБТ особама су у многим земљама света (нпр. у Русији, Србији, Хрватској итд) и даље су дубоко укорењене, а покушаји промоције права сексуалних мањина наилазе на жесток отпор у конзервативној јавности и често насилан одговор екстремистичких група и појединаца.

### Хомофобија
Хомофобија, као најчешћи облик дискриминације сексуалних мањина, може се јавити у два облика као: 
Интерперсонална хомофобија
Ова хомофобија у свом екстремном облику доводи до тога да су лезбијке, гејеви и бисексуалке/ци физички нападани због мржње, према њихово полној различитости. И док већина људи хомофобију испољава кроз пасивно посматрање и подржавање постојећег хетеронормативног система, родбина често намерно избегава своје хомосексуалне и бисексуалне чланове породице; сарадници су дистанцирани и хладни према својим радним колегама лезбијкама, гејевима и бисексуалкама/цима; хетеросексуални пријатељи нису заинтересовани за слушање о везама својих пријатеља лезбијки, гејева и бисексуалки/аца.
Институционална хомофобија
Ова хомофобија односи се на бројне начине којима влада, пословни сектор, цркве и друге институције и организације вршећи дискриминацију на основу сексуалне оријентације. За институционалну хомофобију се често корист назив хетеросексизам.

### Став Уједињених нација о сексуалним мањинама
Како би стале на пут овим појавама у Свету, у Уједињеним нацијама усвојена је посебна Декларација о правима сексуалних мањина, коју су  до сада је потписале 66 државе, чланица УН-а, чији је главни циљ позивање на декриминализацију сексуалне оријентације и родног идентитета.  Декларација потврђује начело недискриминације које захтева да се људска права примењују подједнако према сваком људском бићу без обзира на сексуалну оријентацију или родни идентитет, а посебно се осуђује примена смртне казне и мучења по основу сексуалне оријентације или родног идентитета и ускраћивање здравствене неге.

## Одлуке сексуалних мањина о сопственој будућности
За неке припаднике сексуалних мањина, нелагодности произилазе из несклада између њиховог изгледа и начина на који они осећају да могу да постану екстремни кроз детињство, адолесценцију до одраслог доба. У адолесценцији, стрес изазван стигматизацијом и хомофобијом средине, отежава почетак пубертета, када се тело развија, јер се противи свом урођеном родном идентитету.
У Холандији, САД, Аустралији и неким другим развијенијим земаљама, младим људи могу да имају медицинску подршку како би суспендовали пубертет, што им омогућава више времена да се потврде да ли желе да живе као мушкарци или као жене у њиховом животу када постану одрасле особе.
Међутим, у том сукобу сексуалне мањине могу да доживе полну дисфорију због које често живе много година у родном идентитету који друштво очекује од њих све док, коначно, њихова невоља не постане неподношљива и они тада пролазе кроз фазу транзиције ка сталном животу у складу са полном улогом која је удобнија за њих. Након што успоставе осећај своје целовитости, ове особе су онда боље „оспособљене“ да себи и друштву, пруже пун допринос у свим сферама живота. Зато многи од оних који живе све време у новом родној улози желе да себе сматрају обичним мушкарцима и женама.
У потрази за психолошким факторима стабилности сексуалне мањине често стварају све већу повезаност стратегије личног ангажовања кроз разблажење стресогених утицаја. Зато појединци избегавају самокатегоризацију као 'геј' него конципирају и подешавају и прилагођавају своју хомосексуалност пре свега другојачијим понашањем. Иако ово изгледа као заштита психолошке кохерентности њиховог идентитета, ипак она доводи до дисонанце између сексуалног понашања и друштвеног и верског идентитета. Зато се јавља тенденција међу појединим особама да оне сагледавају и да концептуализују своје сексуалне понашање као „грешку природе“ чије је порекло „ипак“ вантелесно